# Goniopora planulata
Goniopora planulata is een rifkoralensoort uit de familie van de Poritidae. De wetenschappelijke naam van de soort is voor het eerst geldig gepubliceerd door Ehrenberg.